# The Promised Neverland
The Promised Neverland (約束のネバーランド?, Yakusoku no nebārando) è un manga scritto da Kaiu Shirai e disegnato da Posuka Demizu, e pubblicato sulla rivista Weekly Shōnen Jump della Shūeisha dal 1º agosto 2016 al 15 giugno 2020. Il 1º novembre 2017, in occasione del Lucca Comics & Games, J-Pop annuncia l'acquisizione dei diritti per la pubblicazione del manga, pubblicandolo da gennaio 2018 a marzo 2021.
A partire da dicembre 2020, il manga ha oltre 26 milioni di copie in circolazione, comprese le versioni digitali, rendendolo una delle serie manga più vendute.

## Trama
Emma, Norman e Ray sono tre orfani di undici anni che vivono presso un orfanotrofio di campagna in stile vittoriano gestito da una figura materna, Isabella. La loro vita scorre pacifica, tra gioco, riposo e test attitudinali giornalieri, i cui risultati vengono utilizzati per stilare una classifica dei bambini intellettualmente più dotati. Dall'orfanotrofio è impossibile vedere il mondo esterno dato che è circondato da alte mura a cui gli è stato vietato avvicinarsi.
Un giorno Conny, una bambina di sei anni, viene presa in "adozione da una famiglia" e si appresta a lasciare la struttura, "dimenticandosi" un pupazzo a cui era molto affezionata. Emma e Norman decidono dunque di riportare il peluche alla loro amica prima che parta definitivamente e si dirigono verso l'unica porta delle mura. Una volta giunti lì, i due scoprono una verità sconvolgente: dopo aver visto il corpo senza vita di Conny, scoprono dell'esistenza di esseri mostruosi (i "demoni") e dei loro affari con Isabella, che dà loro i bambini da spedire ai "ricchi" per mangiarli.
Scoperta la verità e capito quale destino attende tutti loro, dopo aver "raccontato" tutto anche a Ray, i tre ragazzi decidono di unire le forze per cercare di fuggire dall'orfanotrofio, che in realtà si rivela essere una fattoria. La fuga si rivela più difficile del previsto, poiché non solo c'è la "Mamma", ma gli si aggiungono anche altri ostacoli come la Sorella Krone e la "spia della Mamma", che poi si rivela essere Ray che era al servizio della Mamma da 6 anni, e che non era un nemico ma nemmeno un alleato.
Nonostante le difficoltà, Emma, Ray e i bambini più grandi riescono a fuggire, lasciando però i bambini più piccoli ancora nelle mani dei demoni e degli adulti. Ritrovatisi nel mondo esterno, il gruppo di ragazzi cerca di sopravvivere affidandosi ai messaggi lasciati nella penna di un certo William Minerva (James Ratri) e ricevendo anche l'aiuto di due particolari demoni, Mujika e Sonju. Grazie a loro e alla penna, Emma e Ray vengono a conoscenza della divisione tra il Mondo dei Demoni e il Mondo Umano, scoprendo così le oscure origini delle fattorie.

## Personaggi

### Protagonisti
Emma (エマ?, Ema) № 63194
Doppiata da: Sumire Morohoshi (ed. giapponese), Beatrice Maruffa (ed. italiana)
È una dei tre ragazzi di 11 anni dell'orfanotrofio, è nata il 22 agosto. Il suo numero di identificazione è 63194 ed è alta 145 cm. Il suo punteggio nei test quotidiani è sempre di 300 punti e ha inoltre elevate capacità fisiche. È nota per il suo ampio ottimismo e per la sua capacità atletica. Dopo aver scoperto la verità dell'orfanotrofio, Emma si allea con Norman e Ray per fuggire dalla casa. Il suo forte senso di altruismo la porta a insistere sul fatto che ognuno dei bambini debba fuggire insieme a loro, anche se la maggior parte dei loro fratelli ha meno di 6 anni, uno scopo che Ray ritiene pazzo e chiaramente spericolato.
Norman (ノーマン?, Nōman) № 22194
Doppiato da: Maaya Uchida (ed. giapponese), Matteo Liofredi (ed. italiana)
È uno dei tre ragazzi di 11 anni dell'orfanotrofio, nato il 21 marzo. Il suo numero di identificazione è 22194 ed è alto 145 cm. Il suo punteggio nei test quotidiani è sempre di 300 punti ed ha inoltre elevate capacità tattiche. Scopre la verità dell'orfanotrofio con Emma e si unisce a Ray per ideare un piano per fuggire. Mentre sa che partire con ogni bambino in casa è quasi impossibile, il suo amore per Emma lo spinge a continuare a provare. Essendo il più intelligente dei tre, è il primo a scoprire la vera identità di Ray come spia di Isabella e a preparare vari piani di riserva e vie di fuga. Dopo che Ray è stato tradito da Isabella, Norman è costretto a essere spedito prima del suo dodicesimo compleanno, accettando il suo destino di morte inevitabile per ingannarla e lasciare che il resto dei bambini fugga. Creduto morto dagli altri orfani, Norman in realtà è stato spedito nella piantagione di Lambda 7214 con lo scopo di collaborare su alcuni esperimenti sugli esseri umani. Dopo oltre un anno di prigionia, Norman è fuggito dalla fattoria con l'aiuto di alcuni alleati, ed è diventato il "boss" del gruppo. Da allora, crea un nascondiglio per i bambini che hanno salvato da altre strutture e prepara un piano per spazzare via tutti i demoni del mondo.
Ray (レイ?, Rei) № 81194
Doppiato da: Mariya Ise (ed. giapponese), Federico Campaiola (ed. italiana)
È uno dei tre ragazzi di 11 anni dell'orfanotrofio (alla fine del volume numero 4 ne compirà 12), ufficialmente è nato il 15 gennaio, ma l'autore ha confermato che questa data è sbagliata, ed è il più grande dei tre. Il suo numero di identificazione è 81194 ed è alto 150 cm. Il suo punteggio nei test quotidiani è sempre di 300 punti. È il figlio biologico di "mamma" Isabella, e non ha vissuto l'amnesia infantile confermando i suoi sospetti sull'esistenza dei demoni e sulla vera natura della casa quando aveva sei anni. Da quel momento Ray diventa la spia di Isabella in cambio della promessa che lui, Emma e Norman potrebbero vivere al massimo delle loro vite, impegnandosi a utilizzare i restanti sei anni della sua vita per orchestrare un piano che porterebbe i suoi due migliori amici a scoprire la verità stessa. Dopo un confronto con Norman, diventa la carta vincente dei bambini proprio mentre Isabella lo tradisce. Sebbene inizialmente non voglia accettare l'irrealistico obiettivo di Emma di fuggire con ogni bambino, giura di non arrendersi mai dopo che la loro fuga ha avuto successo.

### Grace Field House
Don (ドン?) № 16194
Doppiato da: Shin'ei Ueki (ed. giapponese), Alessandro Campaiola (ed. italiana)
Don è il quarto figlio più anziano che vive alla Grace Field House e ha 10 anni. Ha il numero di identificazione 16194. A differenza della calma e pacata Gilda, è turbolento e loquace. È il bambino più alto dell'orfanotrofio.
Gilda (ギルダ?, Giruda) № 65194
Doppiata da: Lynn (ed. giapponese), Jessica Bologna (ed. italiana)
Gilda è la seconda figlia maggiore che vive alla Grace Field House insieme a Don, e il suo numero di identificazione è 65194. In contrasto con la personalità rumorosa e allegra di quest'ultimo, è calma, silenziosa, ha un'elevata capacità di osservazione e di pensiero, ma la sua superficie interiore ha una grande forza. Insieme a Emma, aiutano a prendersi cura dei bambini più piccoli a casa e sono in buoni rapporti. Ha 10 anni.
Phil (フィル?, Firu) № 34394
Doppiato da: Hiyori Kōno (ed. giapponese)
Phil è un bambino di 4 anni alla Grace Field House che è il più intelligente tra tutti i bambini più piccoli. Ha un numero identificativo di 34394 ed è molto attivo e maturo per la sua età.
Madame Isabella (イザベラ?, Izabera) № 73584
Doppiata da: Yūko Kaida (ed. giapponese), Selvaggia Quattrini (ed. italiana)
Antagonista per la prima parte del manga. Viene chiamata dai bambini Mamma ed è lei che si occupa dei bambini della Grace Field House. Ha 31 anni, è nata probabilmente nel 2014, è alta 170 cm ed il suo numero di identificazione è 73584. Come i protagonisti anche lei da giovane aveva scoperto il segreto dell'allevamento, ma consapevole di non poter far nulla ha preferito trovare un'altra strada per sopravvivere ed è divenuta una Mamma. Nonostante il suo carattere risulti freddo e sia una spietata antagonista verso i protagonisti, ha rivelato di amarli molto. Nonostante abbia fatto di tutto per impedire la fuga dei bambini, una volta che fallisce tenta di nascondere le tracce della loro fuga per evitare che i "Demoni" li ritrovino.
Sorella Krone (クローネ?, Kurōne) № 18684
Doppiata da: Nao Fujita (ed. giapponese), Roberta De Roberto (ed. italiana)
Antagonista secondaria nella prima parte del manga, viene trasferita per dare supporto a Isabella nel suo lavoro con i bambini. In realtà vuole riuscire a diventare Mamma del terzo stabilimento di Gracefield House, ovvero vuole prendere la posizione di Mamma di Isabella, strappargli il titolo di migliore allevatrice e anche il titolo della donna più giovane ad aver acquisito il titolo di Mamma. Dopo aver scoperto i piani dei protagonisti, accorda con loro un’alleanza apparente, al fine di fornire loro informazioni in più sulla Grace Field House. Alla fine madre Isabella si sbarazza di lei, facendola uccidere dai demoni dopo averla smascherata. Prima del compimento del suo destino, Krone si riscatta lasciando nel cassetto di Norman un indizio di vitale importanza per il mondo esterno.
Nonna (祖母?, Sobo)
Doppiata da: Mami Koyama (ed. giapponese), Emilia Costa (ed. italiana)
Nel manga si scopre che il vero nome della nonna è Sara.

### Demoni
I principali antagonisti della serie, sono una specie innominata di mostri con molti occhi che prendono le qualità degli animali e delle piante che divorano. A un certo punto, alcuni demoni mangiarono esseri umani e diventarono alti umanoidi che assomigliano agli umani con polidattilia e indossano maschere armate per proteggere i loro occhi centrali, il loro unico organo veramente vitale. Hanno un'aspettativa di vita più lunga degli umani, e possiedono la capacità di rigenerare le loro ferite, anche quelle che risulterebbero mortali per un uomo. Questo potere, che i Demoni chiamano "Resurrezione", è probabilmente spiegato dal loro codice genetico, che permette ai Demoni di cambiare forma e rigenerare i loro organi con estrema facilità. I Demoni hanno come cibo preferito la carne umana, e questo ha causato numerosi massacri tra le due razze nel corso dei secoli. In seguito alla "Promessa", sono diventati i padroni di una parte mondo, e hanno costruito numerose fattorie in cui allevano gli umani, per poi mangiarli. Promuovono il sistema agricolo per dare loro una facile fonte di carne umana, di cui hanno bisogno per rimanere senzienti, e per il passatempo della caccia agli umani.
Mujika (ムジカ?)
Doppiata da: Atsumi Tanezaki (ed. giapponese), Emanuela Damasio (ed. italiana)
Mujika è un demone femminile che viaggia nella foresta fuori dalla Grace Field House. Ha salvato Emma e gli altri orfani dai demoni inseguitori. Lei, insieme a Sonju, fa parte dei demoni "pagani" ovvero crede in un principio religioso di non mangiare gli uomini d'allevamento. Mujika ha lunghe trecce di capelli viola intrecciati che coprono parti delle sue corna, e indossa una maschera con due fori posizionati verticalmente. Ha una carnagione pallida e indossa un mantello bianco-bluastro. È stata introdotta nella storia come qualcuno di accomodante e materno. Mujika e Sonju sono stati informati dei "beni" che sono fuggiti da Gracefield House. Chiese a Sonju perché non avesse detto ai bambini cosa sarebbe successo se avessero infranto la promessa. Ha insegnato ai bambini le conoscenze di base sulla sopravvivenza. Nel mondo dei demoni è conosciuta come la "Demone dal sangue maledetto", a causa dei suoi poteri. Infatti, non solo è totalmente immune alla regressione tipica dei demoni, ma può rendere i suoi simili immuni come lei, facendo bere loro poche gocce del suo sangue.
Sonju (ソンジュ?)
Doppiato da: Shin'ichirō Kamio (ed. giapponese), Andrea Lavagnino (ed. italiana)
Sonju è un demone che vive fuori dalla Grace Field House. Ha salvato Ray poco prima che fosse catturato dai suoi inseguitori. Sonju è un demone relativamente alto e magro. Indossa un cappuccio e una maschera che copre tutto il suo viso che, una volta tolto, rivela i suoi canini sviluppati. Ha un corno al centro della fronte e polidattilia, con sei dita su ogni mano, che sono completamente avvolte con una benda. Sotto il suo cappuccio rivela quello che sembra essere un segno nero su metà del suo addome e pantaloni neri che è fissato con una cintura. Spesso porta con sé una lancia. Crede nella stessa religione di Mujika, quindi è fortemente contrario alla pratica di mangiare gli esseri umani allevati. Tuttavia, Sonju rimase riluttante ed era ansioso di riprendere la sua intenzione di mangiare gli umani una volta aumentata la loro popolazione in modo naturale. Sonju mantiene una personalità stoica e composta, poiché a volte si astiene dall'interagire con gli orfani, e durante i periodi in cui lo fa, era noto per intimidirli a causa del suo aspetto. Tuttavia, Sonju a un certo livello si prende ancora cura della sicurezza degli orfani e ha fiducia nella loro capacità di infrangere la promessa. Dice a Emma e Ray che il mondo è diviso in due, il Mondo Umano e il Mondo dei Demoni come fatto dal contratto promesso. Prima di diventare un "pagano", Sonju era un membro della famiglia reale dei demoni. È infatti il fratello minore della regina Legravalima e del granduca Leuvis.
Arciduca Lewis (ルイス大たい将しょう?, Ruisu dai tai shō shou)
Conosciuto anche come Granduca Leuvis o più semplicemente Leuvis, è uno dei principali antagonisti del manga. Membro della famiglia reale dei Demoni in quanto fratello minore della regina Legravalima e di Sonju, fa parte del gruppo di demoni conosciuto come i "Bracconieri", che organizza battute di caccia illegali all'interno del giardino segreto di Goldy Pond. Era considerato dagli umani come il demone più spaventoso e pericoloso del gruppo dei bracconieri. Ha una personalità molto distinta in confronto agli altri demoni, e, nonostante uccida gli umani, apprezza la loro intelligenza e il loro spirito di sopravvivenza, e durante la caccia li aiuta mettendo a rischio la sua stessa vita, pur di rendere la caccia più interessante. Il suo obiettivo infatti è rendere la caccia una guerra fisica e mentale in cui entrambe le parti mettono a rischio la propria vita. Come il resto del suo gruppo, è stato ucciso da un colpo di pistola all'occhio, sparato da Yugo.
Bayon (バイヨン?, Baiyon)
Noto anche come Lord Bayon, è il capostipite dell'omonima famiglia nobile, una delle cinque famiglie nobili dei demoni, e il padrone del giardino segreto di Goldy Pond, dove organizza delle battute di caccia illegali insieme al gruppo di Demoni conosciuto come i "Bracconieri". Come Leuvis, anche Bayon apprezza i tentativi di resistenza degli umani, tuttavia, a differenza dell'Arciduca, non è disposto a mettere in gioco la sua vita durante le battute di caccia, e per questo fornisce agli umani delle armi troppo deboli per distruggere le maschere dei Bracconieri. Come il resto del suo gruppo, è stato ucciso da un colpo di pistola all'occhio, sparato da Lucas.
Legravalima (レグラヴァリマ?, Reguravarima)
La regina del mondo dei demoni e sorella maggiore di Lewis e Sonju. Insieme ai vari capi del clan Ratri, Legravalima è una dei principali responsabili della promessa e uno dei principali ostacoli alla liberazione dei bambini dalle mani dei demoni. Legravalima era un demone avido che apprezzava lo status e la ricchezza per il benessere del suo popolo. Ha favorito lei e la famiglia reale a vivere una buona vita, pur esprimendo che non ha avuto problemi a morire di fame e alla fine ha ucciso i demoni di classe inferiore, poiché ciò avrebbe risolto il loro problema di popolazione. Dato che Mujika e il sangue di demone del suo clan costituivano una minaccia per questa società, Legravalima si sbarazzò di tutti tranne Mujika. Ha anche ucciso suo padre e i suoi fratelli, dal momento che voleva regnare da sola. Pur essendo al vertice della gerarchia mondiale dei demoni, e quindi in grado di mangiare carne migliore e migliore di chiunque altro, non è mai soddisfatta.

### Goldy Pond
Conosciuta anche come Area 08-63, è una riserva segreta per la caccia agli umani di Lord Bayon, era la base di William Minerva per i fuggiaschi umani, ma in seguito fu scoperta dai demoni. Bayon compra i bambini dalle fattorie Premium, ma a volte cerca gli umani nel mondo esterno, il terreno di caccia si trovava sottoterra in modo che nessuno potesse fuggire e nessuno lo avrebbe notato.
Lucas (ルーカス?, Rūkasu)
Uno dei fuggitivi dall'orfanotrofio Glory Bell, da cui è scappato nel 2032, ed è il migliore amico di Yugo. Dopo essere fuggito dall'orfanotrofio e aver trovato il Rifugio B06-32 insieme ai suoi fratelli, Lucas era stato catturato dai Bracconieri all'interno del giardino segreto di Goldy Pond. Creduto morto da Yugo per 13 anni, Lucas in realtà è sopravvissuto e ha formato la Resistenza di Goldy Pond e con l'aiuto di Emma, Ray e Yugo, è riuscito a sconfiggere i Bracconieri. Dopo un anno e mezzo di convivenza con i bambini di Grace Field e di Grand Valley all'interno del Rifugio B06-32, Lucas, insieme a Yugo, ha sacrificato la sua vita per uccidere Andrew e la sua squadra speciale, facendosi esplodere all'interno del rifugio.
Violet (バイオレット?, Baioretto)
Orfana proveniente dall'allevamento di Grand Valley, ed è stato spedita nel giardino segreto di Goldy Pond per diventare preda delle battute di caccia dei Bracconieri. In seguito è stata reclutata all'interno della Resistenza di Goldy Pond, assumendo il ruolo di vedetta. È stata la prima persona che Emma ha incontrato all'interno di Goldy Pond.
Oliver (オリバー?, Oribā)
Orfano proveniente dall'allevamento di Grand Valley, ed è stato spedito nel giardino segreto di Goldy Pond per diventare preda delle battute di caccia dei Bracconieri. È stato il primo bambino salvato da Lucas, e insieme a lui ha fondato la Resistenza di Goldy Pond, diventando il leader del gruppo.
Zack (ザック?, Zakku)
Orfano proveniente dall'allevamento di Grand Valley, ed è stato spedito nel giardino segreto di Goldy Pond per diventare preda delle battute di caccia dei Bracconieri. In seguito è stato reclutato all'interno della Resistenza di Goldy Pond, assumendo il ruolo di soccorritore.
Sandy (サンディ?, Sandi)
Gillian (ジリアン?, Jirian)
Sonya (ソーニヤ?, Sōniya)
Nigel (ナイジェル?, Naijeru)
Pepe (ぺぺ?, Pepe)
Paula (ポーラ?, Pōra)
Adam (アダム?, Adamu)
Theo (ティオ?, Teio)

### Altri
William Minerva (ウィリアム・ミネルヴァ?, Wiriamu Mineruva)
Il cui vero nome è James Ratri (ジェイムズラートリー?, Jeimuzu Rātorī), è un personaggio misterioso che conosce la verità sulle fattorie e ha piantato indizi nascosti da far scoprire dai bambini senza allertare le Mamme. È un socio sia delle madri che dei mostri e sembra essere alla pari con quest'ultimo. Un tempo era il capo del clan Ratri, che sovrintende al mantenimento della promessa. Tuttavia, rimase disgustato dall'idea di sacrificare i bambini e ha deciso di organizzare un modo per aiutarli a fuggire. Nel 2031, dopo essere stato tradito e condannato a morte dal fratello Peter, James scompare senza lasciare alcuna traccia. Approfittando della sua scomparsa, nel 2047 Norman decide di impadronirsi dell'identità di Minerva e di usarla a proprio vantaggio, per diventare il re del Paradiso.
Yugo (ユウゴ?, Yūgo)
È un umano nato e cresciuto nell'orfanotrofio di Glory Bell, da cui è fuggito nel 2032 insieme ai suoi fratelli adottivi. Per un certo periodo ha vissuto insieme al suo gruppo all'interno del Rifugio B06-32, per poi andare a Goldy Pond alla ricerca di informazioni su William Minerva. Dopo lo sterminio del suo gruppo, è ritornato a vivere nel rifugio in solitudine e in depressione per i successivi 13 anni, finche non ha incontrato Emma e il suo gruppo. Dopo essere tornato a Goldy Pond, aver sconfitto i Bracconieri e riabbracciato il suo migliore amico Lucas, Yugo ha vissuto felicemente con la sua nuova "famiglia" all'interno del Rifugio B06-32. Durante un attacco di Andrew e della sua squadra d'assalto, decide insieme a Lucas di sacrificare la sua vita per salvare i bambini.
Andrew (ア ン ド リ ュ ー?, Andoryu)
È un membro del clan Ratri, e un fedele e obbediente sostenitore di Peter Ratri, specializzato nell'organizzare imboscate e distruzioni di rifugi costruiti da William Minerva, oltre a uccidere orfani che considera parassiti, al punto da rivolgersi a loro come "bambini bestiame". Guida i suoi uomini durante l'attacco al Rifugio BO6-32, rimanendo coinvolto nell'esplosione del luogo causata da Yugo e Lucas. Riesce a sopravvivere, seppur sfigurato e ridotto alla pazzia, e tenta di uccidere nuovamente i bambini, per poi essere divorato da un demone selvatico.
Peter Ratri (ピーターラートリー?, Pītā Rātorī)
Doppiato da: Marco Bassetti (ed. italiana)
È il 36° e attuale capofamiglia del clan Ratri, nonché il fratello minore di James. Come tutti i suoi predecessori, ha il dovere di assicurarsi che la promessa tra umani e demoni venga rispettata, e agisce come mediatore tra i due mondi. È uno dei principali antagonisti della serie. Intende sostenere a tutti i costi la promessa fatta dai suoi antenati 1.000 anni fa per mantenere la pace tra l'umanità e i demoni, anche a costo di sacrificare le vite dei bambini degli allevamenti. Non esita a ricorrere a metodi spietati contro chi non sostiene i suoi ideali, ordinando l'uccisione di suo fratello James (che lui considera un "traditore dell'umanità") e dei suoi sostenitori. Sembra inoltre essere un uomo assetato di potere, che approfitta del suo ruolo di mediatore tra i due mondi per avere il totale controllo della situazione.

## Media

### Manga
Il manga scritto da Kaiu Shirai e disegnato da Posuka Demizu, è stato serializzato dal 1º agosto 2016 al 15 giugno 2020 sulla rivista Weekly Shōnen Jump edita da Shūeisha. I vari capitoli sono stati raccolti in venti volumi tankōbon pubblicati dal 2 dicembre 2016 al 2 ottobre 2020.
In Italia la serie è stata annunciata il 1º novembre 2017, in occasione del Lucca Comics & Games, da Edizioni BD che l'ha pubblicata sotto l'etichetta J-Pop dal 31 gennaio 2018 al 31 marzo 2021.

### Anime

Logo della serie

Il 24 aprile 2018 è stato annunciato l'adattamento del primo arco narrativo del manga, fino al capitolo 37 in una serie anime di 12 episodi prodotta da CloverWorks e diretta da Mamoru Kanbe. La serie è andata in onda dal 10 gennaio al 28 marzo 2019 all'interno del contenitore televisivo noitaminA del network televisivo giapponese Fuji TV ed è stata diffusa in simulcast in diversi paesi del mondo: Amazon Prime Video ha curato la diffusione per il territorio giapponese; Aniplex of America ha annunciato la diffusione su Crunchyroll, Hulu, FunimationNow e Hidive a partire dal 9 gennaio 2019; AnimeLab ha diffuso la serie in Australia e Nuova Zelanda. Per l'Italia i diritti della serie sono stati acquistati da Dynit e la diffusione in simulcast in lingua originale sottotitolata in italiano è stata curata da VVVVID in concomitanza con la trasmissione televisiva giapponese dell'episodio. Il 2 ottobre 2019 è stato annunciato un accordo fra Dynit e Prime Video, il quale ingloberà a partire da ottobre 2019 parte del catalogo Dynit. The Promised Neverland è approdata sulla piattaforma streaming di Amazon nel novembre 2019 con tutti e 12 gli episodi doppiati in italiano.
Il numero 18 di Weekly Shonen Jump in edicola dal 1º aprile 2019 ha riportato l'annuncio della seconda stagione dell'anime, la cui messa in onda era prevista nell'ottobre 2020, rinviata poi a gennaio 2021 causa COVID-19. La stagione conta 11 episodi e sono stati inseriti anche degli scenari originali rispetto al manga, sempre supervisionati da Shirai.

#### Colonna sonora
Sigle di apertura
- Touch Off  (タッチオフ?), testo di TAKUYA∞, arrangiamento: Uverworld e Wu Ping (平出悟?) è cantata dagli Uverworld[24] (ep. 1-12)
- Identity (アイデンティティ?) di Kiro Akiyama (秋山黄色?)[25] (ep. 13-23)

Sigle di chiusura
- Zettai Zetsumei (絶体絶命?), testo e musica di Miku Nakamura (中村未来?), arrangiamento di Cö shu Nie[24] (ep. 1-8)
- Lamp (ランプ?), testo e musica di Miku Nakamura (中村未来?), arrangiamento di Cö shu Nie[24] (ep. 9-12)
- Mahō (魔法?) di Myuk[26] (ep. 13-23)

#### Episodi

##### Prima stagione
Nota: i titoli degli episodi si riferiscono al giorno in cui l'episodio si svolge, espresso nel formato GGMMAA, con il primo episodio che inizia il 12 ottobre 2045.
| Nº | Titolo originale | In onda          | In onda         |
| Nº | Titolo originale | Giapponese       | Italiano        |
| 1  | 121045 | 11 gennaio 2019  | 4 ottobre 2019  |
| 1  | In un orfanotrofio chiamato Grace Field House, vivono dei bambini, tutti marchiati con un numero tatuato sul collo e affezionati alla loro "mamma", la direttrice Isabella. Ogni giorno eseguono un test per la certificazione del QI, nel quale tre di loro ottengono sempre il massimo punteggio: Emma, Norman e Ray, considerati da tutti i più intelligenti. Nell'orfanotrofio, l'unica regola da rispettare è quella di non avvicinarsi al confine del giardino, ma Ray è sicuro che la mamma menta dicendo che è pericoloso. I bambini vengono adottati entro i 12 anni e lasciano Grace Field, senza dare più notizie una volta usciti. Una sera, Conny sta per venire adottata, ma quando si avvia con la "mamma" verso l'uscita si dimentica il suo coniglietto di peluche. Emma e Norman attraversano di corsa il grande giardino per raggiungere l'uscita e riportarglielo prima della sua partenza, ma scoprono che Conny è stata uccisa da alcuni mostri che vogliono vendere la sua carne. Con abilità riescono a ritornare indietro senza farsi scoprire, ma Isabella trova presso l'uscita il peluche lasciato a terra dai due ragazzi durante la loro fuga. Emma decide assieme a Norman di scappare da Grace Field, e salvare dalla morte anche tutti gli altri bambini.                |                  |                 |
| 2  | 131045 | 18 gennaio 2019  | 4 ottobre 2019  |
| 2  | Emma e Norman si rendono conto che i bambini vengono portati via dall'orfanotrofio in base all'età e ai punteggi dei test, poiché probabilmente i cervelli più grandi sono considerati cibo di qualità superiore e cercano quindi un modo per fuggire prima della prossima "spedizione" che potrebbe avvenire fra due mesi. Andando al di là della foresta si imbattono in un muro molto alto che potrebbe essere superato con una corda, ma si accorgono che Isabella ha dispositivi di localizzazione impiantati sui loro corpi. Dopo aver nascosto alcune tovaglie da usare come corda, i due vengono avvicinati da Ray, che apprende del loro piano e li avverte che la fuga con tutti i 37 bambini sarebbe impossibile. Nonostante ciò, Emma rimane determinata a fuggire con tutti e Norman riesce a convincere Ray a collaborare con loro. Lo stesso giorno Isabella porta all'orfanotrofio una bambina di nome Carol e Sorella Krone, una nuova aiutante adulta, che Emma, Norman e Ray percepiscono immediatamente come un altro nemico. |                  |                 |
| 3  | 181045 | 25 gennaio 2019  | 8 ottobre 2019  |
| 3  | Mentre Norman e Ray si rendono conto di essere già sospettati da Isabella e Krone, Emma esamina Carol, scoprendo che i dispositivi di localizzazione sono impiantati nelle orecchie di tutti. Il trio usa il gioco del chiapparello per allenare la prontezza alla fuga di tutti, che viene messo alla prova quando Sorella Krone decide di prendere parte, catturando tutti tranne Norman e Ray. Più tardi quella notte, i tre ragazzi iniziano a sospettare che uno degli altri bambini sia una spia che lavora per Isabella. |                  |                 |
| 4  | 291045 | 1º febbraio 2019 | 8 ottobre 2019  |
| 4  | I tre ragazzi cominciano ad allenare gli altri con una variante dell'acchiapparello introducendo la gara a squadre e Norman decide la data della loro fuga concedendo solamente dieci giorni per la sua preparazione. Quella sera Emma, Norman e Ray, per determinare chi sia l'informatore infiltrato tra gli altri ragazzi, rivelano il loro segreto a Don e Gilda, che ritenevano i più sospetti, tacendo però della morte di Conny. Norman dice a Ray di avere nascosto alcune corde in due posti diversi dell'orfanotrofio e di avere rivelato separatamente a Don e Gilda uno solo dei due nascondigli, in modo da scoprire chi è il traditore. Quella sera stessa Isabella riceve la notizia di uno dei due nascondigli dal suo informatore segreto mentre Gilda tiene un colloquio con sorella Krone, riuscendo a tacere sulla faccenda. La notte seguente Norman ispeziona i nascondigli delle corde con Ray e si accorge che in quello indicato a Don la corda non c'è più. Apparentemente la talpa sembrerebbe quindi Don, ma inaspettatamente Norman accusa Ray di essere il traditore. |                  |                 |
| 5  | 301045 | 8 febbraio 2019  | 15 ottobre 2019 |
| 5  | Norman aveva preparato tre trappole per scoprire la talpa e Ray si era tradito. Ray gli rivela di essere diventato volontariamente da qualche anno la spia di mamma Isabella per ottenere informazioni che gli sarebbero servite per fuggire. Era però stato lui a fare andare Emma e Norman al cancello dell'orfanotrofio in modo che scoprissero la verità. Ray non è quindi un nemico, ma non è neppure totalmente dalla parte degli altri due ragazzi e accetta di schierarsi con Norman a condizione che si rinunci a tentare di salvare tutti i bambini, a costo di mentire a Emma. Emma, insieme a Gilda, scopre che c'è una stanza nascosta nell'ufficio di Isabella, probabilmente dove ci sono apparati di comunicazione col suo quartier generale. Nonostante siano stati avvisati dei rischi, Don e Gilda entrano nell'ufficio di Isabelle e trovano l'ingresso della stanza segreta celato dietro a una libreria. Qualcuno però in quel momento entra improvvisamente nell'ufficio. |                  |                 |
| 6  | 311045 | 15 febbraio 2019 | 15 ottobre 2019 |
| 6  | Emma parla a Norman e Ray di un certo William Minerva, che ha lasciato messaggi in codice morse sulla "fattoria" in diversi libri della biblioteca. Nel frattempo, Don e Gilda entrano nella stanza nascosta di Isabella dove scoprono tutti i giocattoli che appartenevano ai bambini che hanno lasciato la casa, insieme a una radio trasmittente. Rinfacciano quindi a Emma, Norman e Ray di non essersi fidati di loro e di non avere rivelato che tutti i bambini che avevano lasciato la casa erano morti. Dopo un grosso litigio Don e Gilda riaffermano però il loro desiderio di aiutare tutti a fuggire. Il giorno dopo Sorella Krone affronta Emma e gli altri ragazzi dicendo loro di averli sentiti mentre parlavano la sera prima e di avere capito che erano al corrente della vera natura della casa. Propone però di diventare loro alleata. |                  |                 |
| 7  | 011145 | 22 febbraio 2019 | 22 ottobre 2019 |
| 7  | Krone vuole prendere il posto di Isabella e diventare "mamma" a scapito suo e propone quindi ai ragazzi di collaborare con lei in modo che la loro fuga provochi l'eliminazione di Isabella. Rivela che una volta era come loro, ma che ora non può mai lasciare la "casa" a causa di un chip di controllo impiantato nel suo petto che provocherebbe la sua morte se tentasse di uscire dal perimetro del campo. Apparentemente i ragazzi stringono l'accordo con lei, ma in segreto sanno di non potersi fidare. Il giorno dopo Emma e Norman si preparano a scavalcare il muro e ispezionare la zona, mentre Ray nasconde alcune informazioni riservate su Isabelle facendo in modo che Krone possa ritrovarle. Quando Krone legge le informazioni scopre quella che sembra essere la "seconda debolezza" di Isabella. Qualche istante dopo però, Isabella comunica a Krone le istruzioni ufficiali per il suo immediato trasferimento. |                  |                 |
| 8  | 021145 | 1º marzo 2019    | 22 ottobre 2019 |
| 8  | Anche se la lettera di trasferimento comunica a Krone di essere stata nominata "mamma" di un altro campo, lei non è molto contenta della situazione e decide di riferire alla "nonna", che l'era venuta a prendere, ciò che ha scoperto su Isabella. La "nonna" ritiene però che Isabella abbia tutto sotto controllo e che invece Krone sia diventata un problema, pertanto lascia che un demone la uccida. Il giorno dopo Ray tenta di distrarre la mamma per permettere a Norman ed Emma di arrampicarsi sul muro perimetrale per controllare l'esterno. Isabella però rivela a Ray di aver eliminato Krone e di non avere più bisogno di lui, ponendo fine al loro accordo e dopo averlo imprigionato in una stanza, va fuori a catturare Norman ed Emma. Isabella dice a Emma e a Norman di smettere di resistere perché anche se dovranno presto morire hanno comunque vissuto una vita bella e felice. Tuttavia, i due ragazzi si ribellano ed Emma cerca di fermare la "mamma" in modo che Norman possa scalare il muro, ma Isabella le spezza una gamba e comunica che la data di spedizione di Norman è stata fissata per il giorno successivo. |                  |                 |
| 9  | 031145 | 8 marzo 2019     | 29 ottobre 2019 |
| 9  | Per non far morire Norman, Ray escogita un piano. Norman dovrà neutralizzare il dispositivo di localizzazione e fingere di scappare in modo da nascondersi nella foresta all'esterno e in seguito unirsi agli altri per la fuga che avevano programmato. Ray rivela a Emma e Norman di aver conosciuto da sempre il segreto della Casa, poiché non era mai stato affetto da amnesia infantile e i suoi ricordi, anche se frammentari, risalivano anche a prima della sua nascita. Ricordava quindi di avere visto i demoni prima di essere portato nella Casa. Il giorno dopo Norman intraprende la falsa fuga, ma sorprendentemente ritorna indietro: la fuga è infatti impossibile perché oltre il muro che circonda la Casa c'è un ampio e profondo fossato, che separa completamente il muro dalla foresta. |                  |                 |
| 10 | 130146 | 15 marzo 2019    | 29 ottobre 2019 |
| 10 | In realtà Norman non aveva mai voluto ottemperare al piano di Ray, sapendo che era troppo avventato e che avrebbe messo a repentaglio il tentativo di fuga del gruppo. Prima di consegnarsi a Isabella, riferisce agli altri alcune preziose informazioni: l'intera zona è circondata da un profondo canale e l'unico modo per andarsene è attraverso il cancello che conduce al quartier generale dei demoni. Prendendo con sé un'inutile valigia vuota, lascia la Casa con Isabella e al cancello viene introdotto in una stanza laterale per aspettare i demoni. Passano i mesi e Ray ed Emma si ritirano in se stessi aspettando la loro fine, con Ray che ormai si è arreso all'inevitabile. La sera prima di partire, Ray si siede da solo nella sala da pranzo, salutando la Casa per l'ultima volta. Quando però chiede a Emma se anche lei si è veramente arresa, lei gli rivolge un sorriso ironico. |                  |                 |
| 11 | 140146 | 22 marzo 2019    | 5 novembre 2019 |
| 11 | La sera prima della partenza di Ray, Emma gli rivela di non aver mai abbandonato l'idea di fuggire. Durante gli ultimi due mesi, mentre Isabella teneva sotto controllo lei e Ray, Don e Gilda avevano continuato di nascosto a preparare tutti gli altri ragazzi per la fuga. Ray propone di incendiare la Casa quella stessa notte per distrarre Isabella e permettere a tutti di fuggire. Sapendo che la Mamma lo avrebbe tenuto sotto controllo, il suo progetto era di rimanere a morire nell'orfanotrofio in fiamme, in modo da distrarla ulteriormente. Emma era già al corrente del proposito di Ray, che gli era stato rivelato mesi prima da Norman, e aveva già un contro-piano per permettere a tutti di fuggire, compreso Ray. Il piano viene messo in atto, l'incendio divampa e tutti i ragazzi fuggono nella foresta. Quando Isabella si accorge dell'inganno è ormai troppo tardi e riesce a mettere in salvo solo il trasmettitore radio. |                  |                 |
| 12 | 150146 | 29 marzo 2019    | 5 novembre 2019 |
| 12 | I bambini più grandi di quattro anni partecipano alla fuga e quelli più piccoli, che non potrebbero affrontare tutti i pericoli del mondo esterno, vengono lasciati indietro, con la promessa che sarebbero stati salvati entro due anni, visto che l'età minima per la "spedizione" era di sei anni. Nel frattempo, Isabella contatta il quartier generale avvertendo della fuga di 15 bambini. I "demoni" li aspettano presso l'unico ponte che scavalchi il fossato che circonda l'orfanotrofio, ma loro riescono a superare il fossato in un punto non previsto, utilizzando delle corde improvvisate. Isabella corre lungo il muro e arriva in tempo per vedere Emma, che per ultima attraversa il fossato e si nasconde nella foresta. Un flashback racconta la storia di Isabella, che da bambina aveva fatto amicizia con Leslie, un ragazzo che era stato di lì a poco "spedito". Dopo essere stata arruolata nel gruppo di ragazze che avrebbero potuto dirigere un orfanotrofio, Isabella rimase incinta. Quando poi divenne la "Mamma" in un orfanotrofio, si rese conto che Ray, uno dei bambini che le erano stati affidati, era il suo vero figlio. Dopo essere tornata presso l'edificio in fiamme, Isabella dice ai piccoli rimasti che i bambini più grandi erano fuggiti con successo. |                  |                 |

##### Seconda stagione
| Nº   | Titolo italiano Giapponese 「Kanji」 - Rōmaji | In onda          | In onda        |
| Nº   | Titolo italiano Giapponese 「Kanji」 - Rōmaji | Giapponese       | Italiano       |
| 13   | Episodio 1 「EPISODE1」 | 8 gennaio 2021   | 17 maggio 2021 |
| 13   | Emma e gli altri bambini sono riusciti a scappare dalla fattoria e ora cercano di raggiungere il luogo indicato nella penna che gli ha lasciato Norman. Tuttavia, sulla strada un grosso e feroce demone li attacca. Mentre Ray cerca di far cadere il mostro in trappola, il gruppo di Emma incontra un essere umano incappucciato, che dice loro di seguirla. Ray, fattosi scoprire da dei demoni Inseguitori, scappa. Quando sembra essere finita per lui, un uomo incappucciato, cavalcando un demone, lo salva e lo porta in una specie di grotta, dove riposa con Emma e gli altri bambini. Nel finale, si scopre che i due esseri umani che li hanno salvati, sono nientemeno che dei demoni. |                  |                |
| 14   | Episodio 2 「EPISODE2」 | 15 gennaio 2021  | 17 maggio 2021 |
| 14   | I salvatori dei ragazzi si scoprono essere due demoni di nome Mujika e Sonju. I due spiegano che la loro religione gli vieta di mangiare esseri umani. Durante la notte, Emma e Ray parlano con Sonju chiedendogli che cosa è successo all'umanità e cosa succede nel mondo ora. Sonju spiega che il mondo è diviso in due parti a valle di un'antica promessa fra demoni e uomini, metà per gli uomini e metà per i demoni. |                  |                |
| 15   | Episodio 3 「EPISODE3」 | 22 gennaio 2021  | 17 maggio 2021 |
| 15   | Emma e gli altri imparano le abilità necessarie per sopravvivere nel mondo, da Mujika e Sonju. Sonju rivela a Mujika del suo desiderio di mangiare umani cacciati allo stato brado, prima di tornare nella foresta ad affrontare gli Inseguitori. Dopo essersi separati, i bambini attraversano una terra desolata in cerca di un luogo chiamato "B06-32". Il luogo è un bunker a cui i bambini accedono grazie alle informazioni di William Minerva trasmesse da Norman. I bambini si rilassano e si sentono finalmente a casa, ma mentre William Minerva si mette in contatto con loro telefonicamente, i bambini scoprono segni inquietanti. |                  |                |
| 16   | Episodio 4 「EPISODE4」 | 29 gennaio 2021  | 17 maggio 2021 |
| 16   | Il messaggio di William Minerva chiarisce la presenza dei vari indizi e messaggi che hanno aiutato i bambini. Ai bambini viene dato un codice e una mappa per raggiungere il mondo degli umani. I bambini iniziano a pianificare il lungo viaggio e il recupero dei bambini più piccoli ancora alla fattoria. Nel cuore della notte, una squadra di umani trova il bunker e vi fa irruzione. I bambini riescono a mettere fuori gioco gli aggressori e a scappare attraverso le gallerie a cui il bunker è collegato, anche con il fortuito aiuto di un demone selvaggio. Nel frattempo Isabella riceve dai demoni la proposta di ricevere la libertà per se stessa in cambio del recupero dei bambini fuggiti. |                  |                |
| 17   | Episodio 5 「EPISODE5」 | 5 febbraio 2021  | 17 maggio 2021 |
| 17.5 | 「道標」 - Michishirube | 12 febbraio 2021 | -              |
| 17.5 | Episodio riassuntivo della prima parte della stagione |                  |                |
| 18   | Episodio 6 「EPISODE6」 | 19 febbraio 2021 | 17 maggio 2021 |
| 18   | Un giorno, Lennion e Thoma insistono per accompagnare Emma e gli altri per aiutarli a cercare cibo nel bosco e nella vicina città dei demoni. Qui i due insospettiscono casualmente due passanti che si accorgono del loro odore umano. I ragazzi sono costretti a scappare e Ray ed Emma fanno da esca per permettere a Don e Gilda di riportare gli altri due al rifugio sani e salvi. Dopo una rocambolesca fuga sui tetti della città, i due ragazzi vengono circondati dai demoni e sembrano essere spacciati. Inaspettatamente, però, uno dei presenti uccide i due che li avevano scoperti con una lama. A quel punto sul luogo sopraggiunge un altro demone che, togliendosi la maschera sotto gli occhi scioccati dei due, si rivela essere nientemeno che Norman. |                  |                |
| 19   | Episodio 7 「EPISODE7」 | 26 febbraio 2021 | 17 maggio 2021 |
| 19   | Emma e Ray riabbracciano il loro vecchio amico, il quale gli presenta i suoi nuovi compagni, fuggiti insieme a lui da Lambda (il centro sperimentale in cui era stato rinchiuso): Vincent, Cislo, Barbara e Zazie. Norman viene in seguito condotto al rifugio dei ragazzi, dove racconta a tutti quello che gli è successo dopo aver lasciato Grace Field e dichiara di voler eliminare tutti i demoni per costruire un mondo sicuro in cui vivere libero con i suoi amici. Sostiene infatti di aver elaborato un siero che innesca nei demoni il processo di degenerazione che li trasforma in demoni selvaggi. Spargendo grandi quantità di questo liquido nelle loro città, il ragazzo pensa che le creature si massacreranno tra di loro fino a estinguersi. Mentre tutti i bambini sono contenti all'idea di liberarsi una volta per tutte dei nemici, Emma - memore dell'amicizia con Mujika e conscia del fatto che anche i demoni abbiano sentimenti e persone care da proteggere - non è d'accordo. Dopo averne parlato con Ray, i due si recano insieme nel nascondiglio di Norman e dei suoi compagni, e gli raccontano dell'esistenza di Sonju e Mujika, demoni pacifici che non degenerano pur non mangiando carne umana. Norman riconosce allora in Mujika la "fanciulla dal sangue impuro" e concede ai suoi amici cinque giorni di tempo per trovarla e portarla da lui, altrimenti attaccherà la città più vicina secondo i piani. |                  |                |
| 20   | Episodio 8 「EPISODE8」 | 5 marzo 2021     | 17 maggio 2021 |
| 20   | Invece di essere spedito, Norman venne presentato a Peter Ratri, il guardiano della porta, nonché sovrintendente del progetto Lambda e fratello di James Ratri, ossia William Minerva. Nella nuova fattoria, il ragazzo venne sottoposto a test sempre più difficili per verificare le sue capacità; subì anche numerosi esperimenti che danneggiarono irreversibilmente la sua salute, contrariamente a quanto egli stesso dirà in seguito a Emma e Ray. In tutto il tempo passato a Lambda Norman non fece altro che pensare a un modo per evadere e rivedere i suoi amici, obiettivo che alla fine raggiunse con l'aiuto di un complice interno all'organizzazione, portando con sé anche altre quattro cavie. Nel presente, Emma, Ray, Don e Gilda sono alla ricerca di Sonju e Mujika, che alla fine riescono a trovare grazie all'amuleto che la fanciulla-demone aveva donato a Emma. Proprio mentre i ragazzi stanno per spiegare ai due la situazione, delle esplosioni in lontananza fanno loro capire che Norman ha iniziato l'attacco alla città dei demoni prima del loro ritorno. |                  |                |
| 21   | Episodio 9 「EPISODE9」 | 12 marzo 2021    | 17 maggio 2021 |
| 22   | Episodio 10 「EPISODE10」 | 19 marzo 2021    | 17 maggio 2021 |
| 23   | Episodio 11 「EPISODE11」 | 26 marzo 2021    | 17 maggio 2021 |

## Accoglienza
Nel 2018, i primi dieci volumi del manga hanno raggiunto i 6 milioni di copie vendute.
A gennaio 2019, i primi 12 volumi avevano 8,8 milioni di copie stampate in tutto il mondo. A settembre 2019, il manga aveva oltre 16 milioni di copie stampate.
A giugno 2020, il manga aveva oltre 21 milioni di copie in circolazione. A ottobre 2020, il manga aveva oltre 25 milioni di copie in circolazione, comprese le versioni digitali.

The Promised Neverland è stato l'ottavo manga più venduto nel 2018, con oltre 4,2 milioni di copie vendute., il quarto manga più venduto nel 2019, con oltre 7,4 milioni di copie vendute, e il sesto manga più venduto nel 2020, con oltre 6,3 milioni di copie vendute.. Il sito web Goo Ranking ha intervistato 2 310 lettori di Weekly Shōnen Jump tra il 19 giugno e il 3 luglio 2020 e questi hanno classificato la serie al decimo posto tra quelle più commoventi pubblicate dalla rivista.
Nel sondaggio Manga Sōsenkyo 2021 indetto da TV Asahi, 150 000 persone hanno votato la loro top 100 delle serie manga e The Promised Neverland si è classificata al 46º posto.